# Joy (Illinois)
Joy es una villa ubicada en el condado de Mercer, Illinois, Estados Unidos. Tiene una población estimada, a mediados de 2021, de 364 habitantes.

## Geografía
La localidad está ubicada en las coordenadas 41°11′49″N 90°52′44″O / 41.19694, -90.87889. Según la Oficina del Censo de los Estados Unidos, tiene una superficie total de 1.11 km², correspondientes en su totalidad a tierra firme.

## Demografía
Según el censo de 2020, en ese momento había 372 personas residiendo en la localidad. La densidad de población era de 335.14 hab./km². El 89.78% de los habitantes eran blancos, el 1.61% eran de otras razas y el 8.60% eran de una mezcla de razas. Del total de la población, el 4.30% eran hispanos o latinos de cualquier raza.